# Бородінська битва
Бородінська би́тва (у французькій традиції — «Битва біля річки Москви», фр. Bataille de la Moskowa) — найбільша битва франко-російської війни 1812 р. між російською й французькою арміями. Відбулася 26 серпня (7 вересня) 1812 біля села Бородіно (125 км на захід від Москви).
Французькі війська під командуванням Наполеона протягом 12-годинного бою зуміли захопити російські позиції в центрі та з лівого флангу, проте не змогли остаточно розгромити російські війська під командуванням фельдмаршала Кутузова. Після Бородінської битви, внаслідок значних втрат, російські війська були вимушені відступити, і вже за тиждень, 2 (14) вересня 1812 року, Наполеон без перешкод окупував Москву.
Вважається однією з найкровопролитніших битв в історії серед одноденних битв

## Передісторія
Після вторгнення французької армії на територію Російської Імперії в червні 1812 року російські війська постійно відступали. Стратегічна концепція Наполеона полягала в тому, щоб якнайшвидше розгромити головні сили супротивника в генеральній битві. Російське командування протиставило іншу стратегію: відступ перед численнішою французькою армією та затягування бойових дій (поступка території для виграшу часу). Але тривалий відступ викликав суспільне невдоволення. Становище погіршувалося ще й тим, що в російській армії не було головнокомандувача: командувачі 1-ї та 2-ї Західних армій генерали Барклай-де-Толлі та Багратіон мали однакові чини та погано ладнали один з одним.
Цар Олександр І призначив головнокомандувачем Кутузова, щоб той, нарешті, дав бій.
22 серпня (за старим стилем) російська армія, що відступала від Смоленська, розташувалася в селі Бородіно, де Кутузов вирішив дати армії Наполеона генеральний бій. Кутузов намагався зупинити просування Наполеона до Москви. 24 серпня (5 вересня) відбувся бій при Шевардинському редуті, що затримало французькі війська й дало можливість росіянам укріпитись на основних позиціях.

## Розміщення сил до початку битви

### Чисельність
Чисельність російської армії 155 тис. 200 чол. згідно з підрахунком за архівними даними, що зберігаються на вул. Яузі в м. Москва.[джерело?]
Чисельність французької армії за даними з Версальського архіву 130 000 чоловік і 587 гармат.

### Початкова позиція
Початкова позиція, обрана Кутузовим, виглядала як пряма лінія, що йде від Шевардинского редуту на лівому фланзі через велику батарею, названу пізніше батареєю Раєвського, і село у центрі до села Маслово на правому фланзі.
Два фланги російської позиції були явно не рівнозначні. Лівий фланг видавався далеко вперед, його захищала менша за чисельністю Друга армія Багратіона.
Лівий фланг не мав сильних природних перешкод перед фронтом. Нарешті, в тил лівому флангові вела Стара Смоленська дорога.
Після втрати 24 серпня (5 вересня) Шевардинского редуту позиція лівого флангу ослабла додатково й стала спиратися тільки на три недобудовані флеші та село Семенівське.
Крім того, розвідка Наполеона доповіла про відсутність на лівому фланзі великих з'єднань росіян (вони ще не знали, що Кутузов вирішив перемістити туди 3-й корпус). Усі ці фактори визначили напрямок головного удару Наполеона, що сконцентрував навпроти лівого флангу майже всі свої наявні сили.
Позиція Кутузова неоднозначно оцінюється військовими істориками. Західні історики в основному вказують на слабкість лівого флангу, що призвела до великих людських втрат, втрати більшості укріплень і, як наслідок, — до подальшого відступу. Російські й, особливо, радянські джерела в основному вказують на особливий задум Кутузова, що змусив Наполеона атакувати саме лівий фланг.
У ніч на 26 серпня (7 вересня) частина російських корпусів була переміщена до флангу, що трохи вирівняло ситуацію й зірвало задум Наполеона. Стрімка флангова атака виросла в кровопролитне фронтальне зіткнення.

## Хід бою

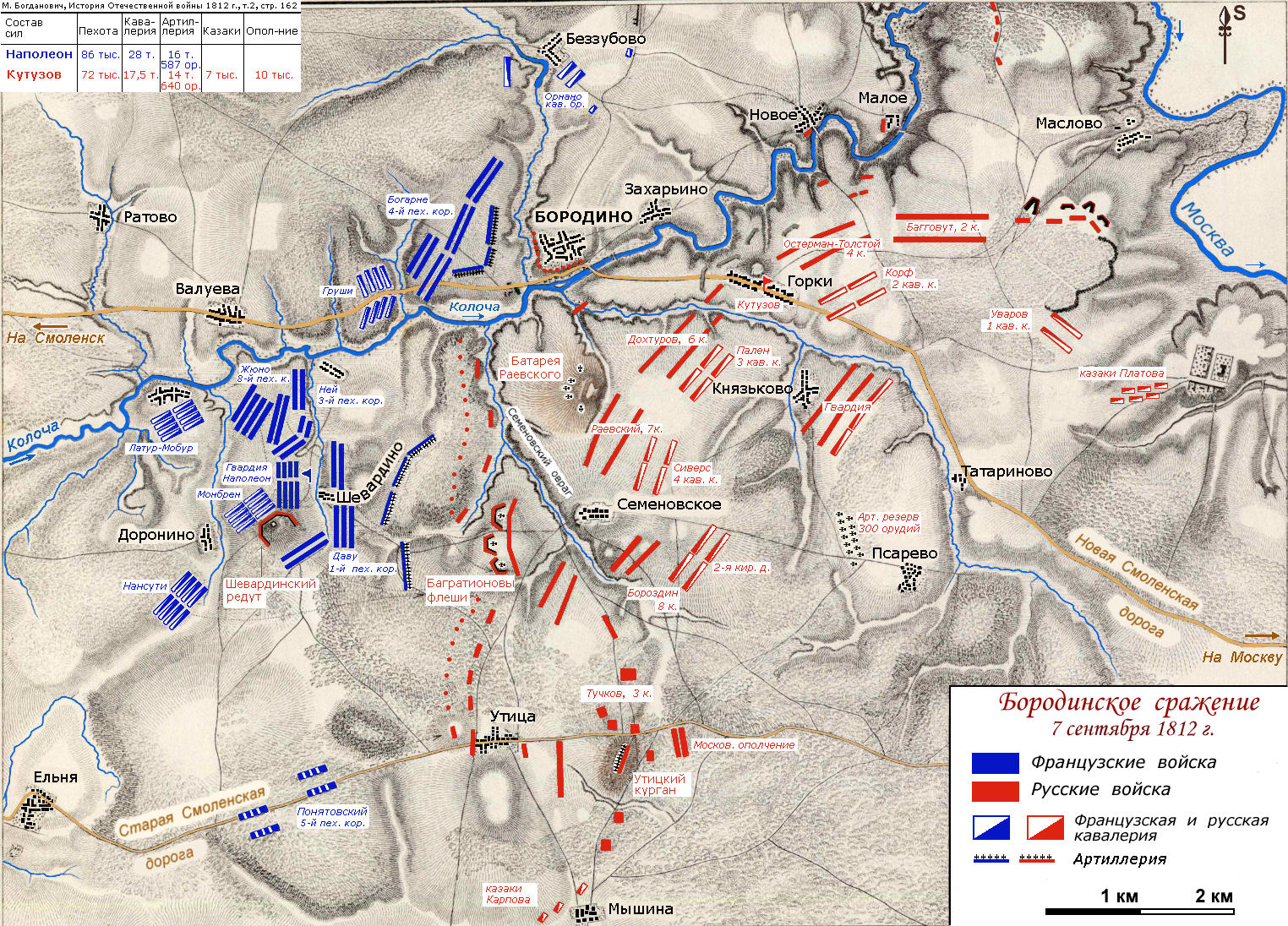
розташування військ під Бородіно вранці року

### Бій за Шевардинський редут
24 серпня (5 вересня) рано вранці російський ар'єргард під командуванням генерал-лейтенанта Петра Коновніцина, розташований біля Колоцького монастиря, за 8 км на захід від головних сил, був атакований авангардом супротивника. Бій тривав кілька годин. Коновніцин відвів війська за річку Колочу й приєднався до корпусів, що займали позицію в районі села Шевардино.
Біля Шевардинского редуту був розміщений загін під командуванням генерал-лейтенанта О. І. Горчакова, що налічував 11 тисяч війська й 46 гармат.
Армія Наполеона підходила до Бородіна трьома колонами. Основні сили — три кавалерійських корпуси Мюрата, піхотні корпуси Даву, Нея та Жюно і гвардія — рухалися Новою Смоленською дорогою. Північніше них наступав піхотний корпус віце-короля Богарне й кавалерійський корпус генерала Груші. Старою Смоленською дорогою наближався корпус генерала Понятовського. Проти захисників редуту було спрямовано 35 тисяч піхоти й кінноти та 180 артилерійських гармат.
Французи, охоплюючи Шевардинский редут з півночі й півдня, намагались оточити війська Горчакова. Вони двічі вривались на редут і захоплювали його, та щоразу піхота Неверовського вибивала їх. Бій поступово слабшав і, нарешті, припинився. Після цього Кутузов наказав Горчакову відвести війська до головних сил за Семенівський яр.
Весь день 25 серпня (6 вересня) війська обох сторін готувалися до майбутнього бою.

### Початок битви
26 серпня (7 вересня) близько 5-ї години ранку почався артилерійський обстріл позицій лівого флангу. Одночасно з початком обстрілу на центр російської позиції, село Бородіно, під прикриттям ранкового туману рушила дивізія Дельзона з корпусу Богарне. Село обороняв лейб-гвардії Єгерський полк. Понад годину єгері відбивалися від чотирикратно чисельнішого супротивника, однак після раптової флангової атаки вони відступили за ріку Колочу. Слідом за ними переправився й 106-й лінійний полк французів. Барклай-де-Толлі направив на допомогу 1-й, 19-й і 40-й єгерські полки, що скинули французів у ріку і спалили міст через Колочу.

### Багратіонові флеші
Флеші напередодні бою були зайняті 2-ю зведено-гренадерською дивізією під командуванням М. С. Воронцова. О 6-й годині ранку після нетривалої канонади почалася атака французів на Багратионові флеші. У першій атаці дивізії Дессе і Компана, переборовши опір єгерів, пробилися через Утицький ліс і почали шикуватися на галявині навпроти найпівденнішої флеші. Атака французів була відбита артилерійським вогнем і фланговою контратакою єгерів.

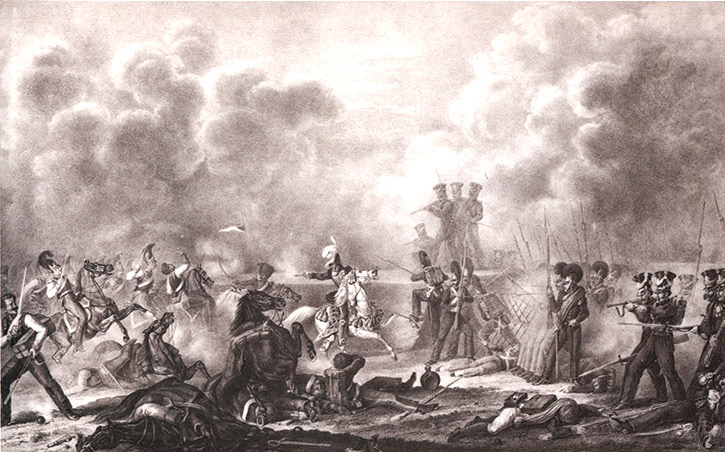
Мюрат (в центрі) на Багратіонових флешах рятується від погоні

Підтягнувши артилерію, французи повторили атаку і захопили південну флеш. Багратіон направив на допомогу 27-му піхотну дивізію Неверовського, а також Ахтирських гусарів і Новоросійських драгунів для удару з флангу. Французи залишили флеші, при цьому були поранені генерали Компан і Дессе, контужений при падінні з убитого коня маршал Даву, були поранені практично всі бригадні командири.
Перед наступною атакою супротивники стягали сили. Наполеон підсилив атаку ще трьома піхотними дивізіями з корпусу Нея, трьома кавалерійськими корпусами Мюрата й артилерією, довівши її чисельність до 160 стволів.
Багратіон наказав генералові М. М. Раєвському, що займав центральну батарею, негайно пересунути до флешей усю другу лінію військ його 7-го піхотного корпусу, а М. О. Тучкову — направити захисникам флешей 3-ю піхотну дивізію Коновніцина. Одночасно, у відповідь на вимогу підкріплень, Кутузов направив до Багратіона лейб-гвардії Литовський і Ізмайловський полки, 1-шу зведено-гренадерську дивізію, 7 полків 3-го кавалерійського корпусу та 1-шу кірасирську дивізію. Додатково на лівий фланг рушив 2-й піхотний корпус.

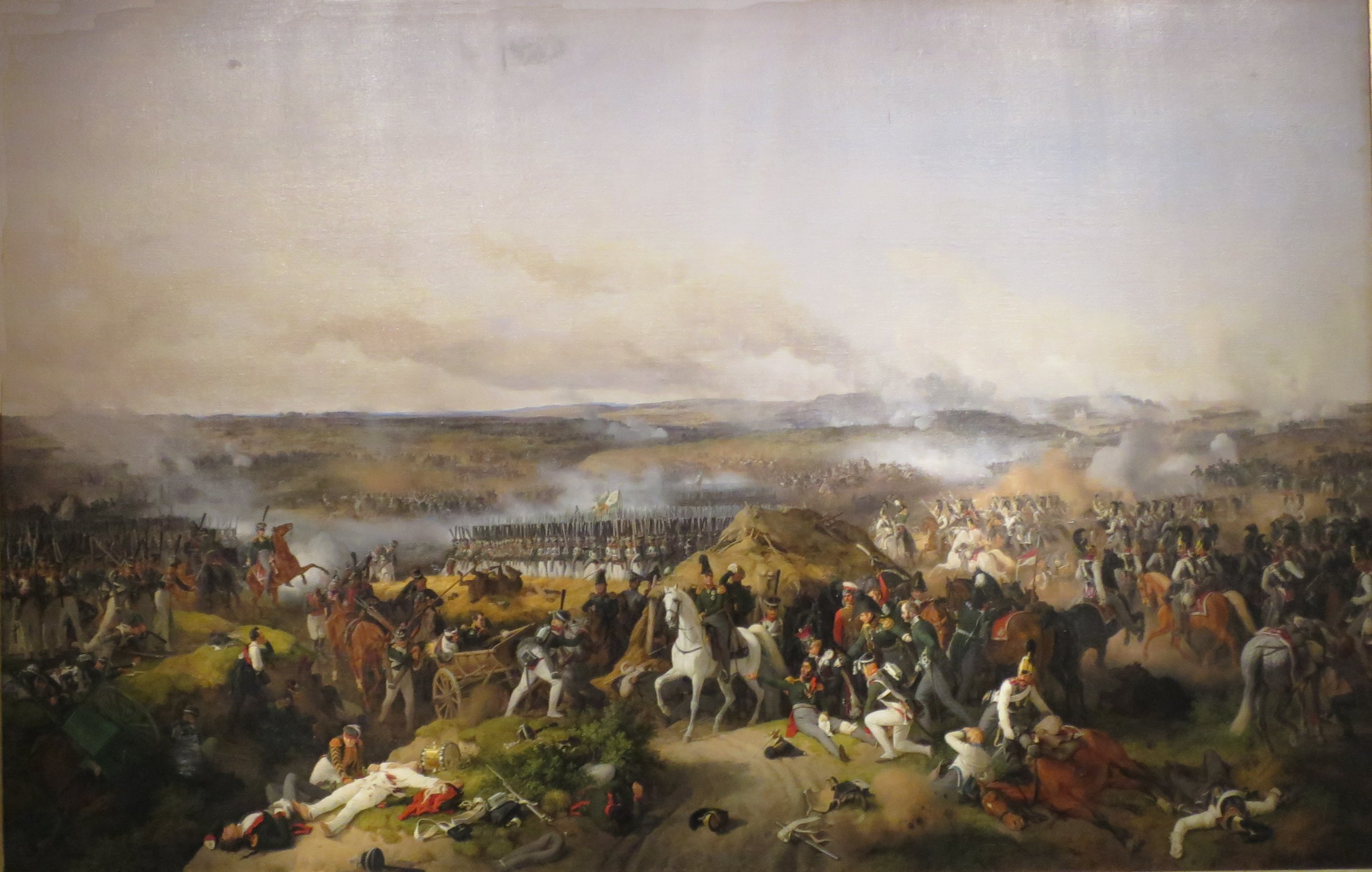
Петер фон Гесс. Бородінська битва. В центрі картини — поранений Багратіон, поряд з ним на коні — Коновніцин. Далі видніється каре лейб-гвардії Литовського полку

Близько 8-ї години ранку почалася третя атака на флеші. Після сильної артпідготовки французам вдалось увірватись у південну флеш і в проміжки між флешами. Після завзятого бою флеші були захоплені французами, та цей їх успіх був зупинений вогнем артилерійського резерву, що підоспів на допомогу, та контратакою трьох кірасирських полків, під час якої маршал Мюрат ледве не потрапив у полон до російських кірасирів, встигнувши сховатися в рядах вюртемберзької піхоти. Контратака дивізії Коновніцина близько 10 години ранку повернула флеші росіянам.
У цей же час через Утицький ліс у тил флешів вийшов корпус Жюно. Ситуацію врятувала 1-а кінна батарея, що в цей час направлялася в район флешей. Її командир, капітан Захаров, побачивши загрозу флешам з тилу, спішно розгорнув гармати й відкрив вогонь по ворогу, що шикувався до атаки.
Для четвертої атаки Наполеон сконцентрував проти флешей близько 45 тисяч піхоти й кавалерії та майже 400 гармат (деякі російські історики вважали, що атак на флеші було 8, але сучасні дослідження це спростовують). Багратіон, бачачи, що артилерія флешей уже не може зупинити рух французьких колон, очолив загальну контратаку. Зав'язалася жорстока рукопашна битва, під час якої сам Багратіон був смертельно поранений ядром. Коновніцин, один з кількох генералів, що залишилися живими, остаточно полишив флеші за французами й відвів залишки військ через Семенівський яр під прикриття резервних батарей.

### Бій за Утицький курган
Напередодні бою, 25 серпня (6 вересня), за наказом Кутузова в район Старої Смоленської дороги був спрямований 3-й піхотний корпус Тучкова та до 10 тисяч ратників Московського й Смоленського ополчень. У цей же день до військ приєдналися ще 2 козацьких полки. Для зв'язку з флешами в Утицькому лісі зайняли позицію єгерські полки генерал-майора І. Л. Шаховского.

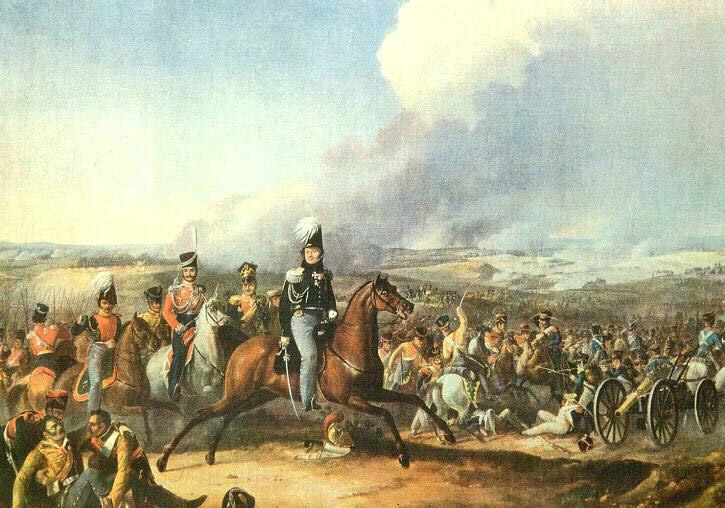
Дезарно Август Осипович Атака 1-го резервного кавалерійського корпусу генерала Уварова при Бородіно

За задумом Кутузова корпус Тучкова мав раптово, із засідки, атакувати фланг і тил ворога, що веде бій за Багратіонові флеші. Однак раннім ранком начальник штабу Л. Л. Беннігсен вивів загін Тучкова із засідки.
26 серпня (7 вересня), у день генерального бою, польський корпус Понятовського, що воював на боці французів, рушив в обхід лівого флангу російської позиції. Війська зустрілися перед Утицею біля восьмої годин ранку, у той момент, коли генерал Тучков за наказом Багратіона вже відправив у його розпорядження дивізію Коновніцина. Поляки, вийшовши з лісу і відтіснивши росіян від села Утиці, опинилися на висотах. Установивши на них 24 гармати, вони відкрили сильний вогонь. Тучков змушений був відійти до Утицького кургану.
Близько 11:00 Понятовський, одержавши ліворуч підтримку від піхотного корпусу Жюно, зосереджує вогонь із 40 гармат проти Утицького кургану, штурмує і захоплює його. Це дало йому можливість обійти російські позиції. Тучков, прагнучи ліквідувати небезпеку, вживає рішучих заходів до повернення кургану. Він особисто організував контратаку на чолі полку Павловських гренадерів. Курган був повернутий, але Тучков одержав смертельне поранення. Його замінив генерал-лейтенант Багговут.
Понятовський відновив атаки лише близько першої години дня, коли одержав звістку про падіння Багратіонових флешів. Після серії сутичок Багговут змушений був залишити Утицький курган і відійти в одну лінію з основними силами 2-ї армії, що до того часу вже залишили флеші.

### Рейд козаків Платова й Уварова
У критичний момент Бородінського бою Кутузов наказав Уварову й Платову здійснити рейд у тил і фланг французів. Близько 11:30 Уваров (28 ескадронів) і Платов (9 полків) переправилися через р. Колочу. Корпус Уварова атакував французький піхотний полк та італійську кавалерійську бригаду генерала Орнано, але був зупинений. Платов, зайшовши в тил, змусив супротивника відійти.
Одночасний удар Уварова й Платова викликав замішання супротивника й змусив відтягнути на лівий фланг війська, що штурмували батарею Раєвського на Курганній висоті. Віце-король Є. Богарне з італійською гвардією й корпусом Груші були спрямовані проти нової загрози. Уваров і Платов з відчутними втратами відступили.
Рейд Уварова й Платова затримав на деякий час вирішальну атаку супротивника. Побачивши, що росіяни здатні на такі непередбачувані рейди, Наполеон не зважився відправити в бій свою гвардію. Однак Кутузов, імовірно, від цього рейду очікував більшого, оскільки Уваров і Платов виявилися єдиними генералами, що не були представлені Кутузовим до нагород за Бородіно.

### Батарея Раєвського
За офіційною доповіддю ставки Кутузова про перебіг битви 7 вересня, бій на Багратіонових флешах тривав до 12-ї години дня. Після їх падіння та смертельного поранення самого командувача Петра Багратіона французькі війська повели наступ на батарею Раєвського, яку захопили аж надвечір.
При першій спробі французів захопити батарею загинув російський генерал О. І. Кутайсов та був полонений французький генерал Бонамі; під час другої атаки загинув французький генерал Монбрен та потрапив у полон російський генерал П. Г. Ліхачов. Разом з іншими військами батарею захищала дивізія генерала І. Ф. Паскевича, українця за походженням.

## Підсумок бою

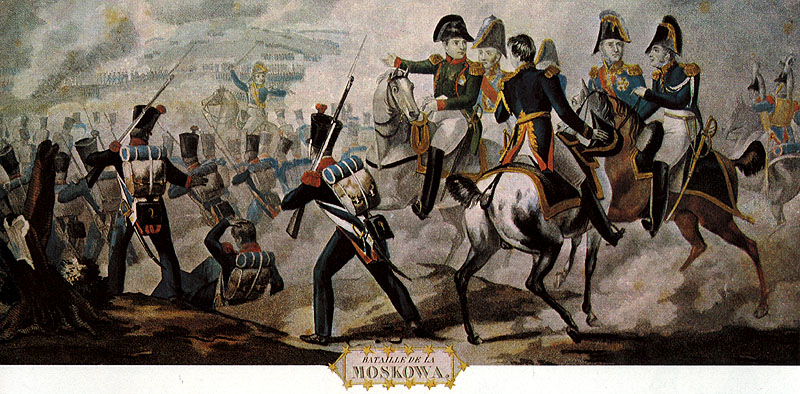
Розфарбована гравюра Шарона. 1-ша чверть XIX ст.

Бородінська битва вважається однією з найкривавіших битв 19 століття. За найскромнішими оцінками сукупних втрат, щогодини на полі гинуло 8500 чоловік, або щохвилини — рота солдат. Деякі дивізії втратили до 80 % складу.
Втрати сторін, за різними оцінками, склали:
- російська армія — 35 000—40 000 чоловік убитих та поранених, у тому числі 23 генерали.
- французька армія — 28 000—35 000 чоловік убитих та поранених, у тому числі 18 генералів.

Через великі втрати й відсутність резервів Кутузов вирішив відвести свої війська.
Здобувши перемогу в Бородінській битві ціною великих людських втрат, французи 14(02) вересня окупували Москву. Французький генерал Ф. Сегюр визнавав, що то була «неповна перемога».
Загальний результат бою оцінюється істориками по-різному. Європейські та деякі російські історики визначають результат, як перемогу Наполеона. В радянській, а також в російській історіографії результат Бородинської битви визначають, як невизначений, або називають «моральною» чи стратегічною перемогою росіян. Відомий прусський військовий спеціаліст Карл фон Клаузевіц зараховував Бородіно «до тих битв, які… не отримали повного розвитку».
Документи свідчать, що після Бородіна російське командування збиралося дати Наполеону ще одну генеральну битву під стінами Москви. Та позиція, вибрана генералом Бенігсеном, виявилася невдалою, тому М. І. Кутузов після наради у Філях 1 (13) вересня вирішив залишити Москву.

## Відтворення бою біля Бородіно

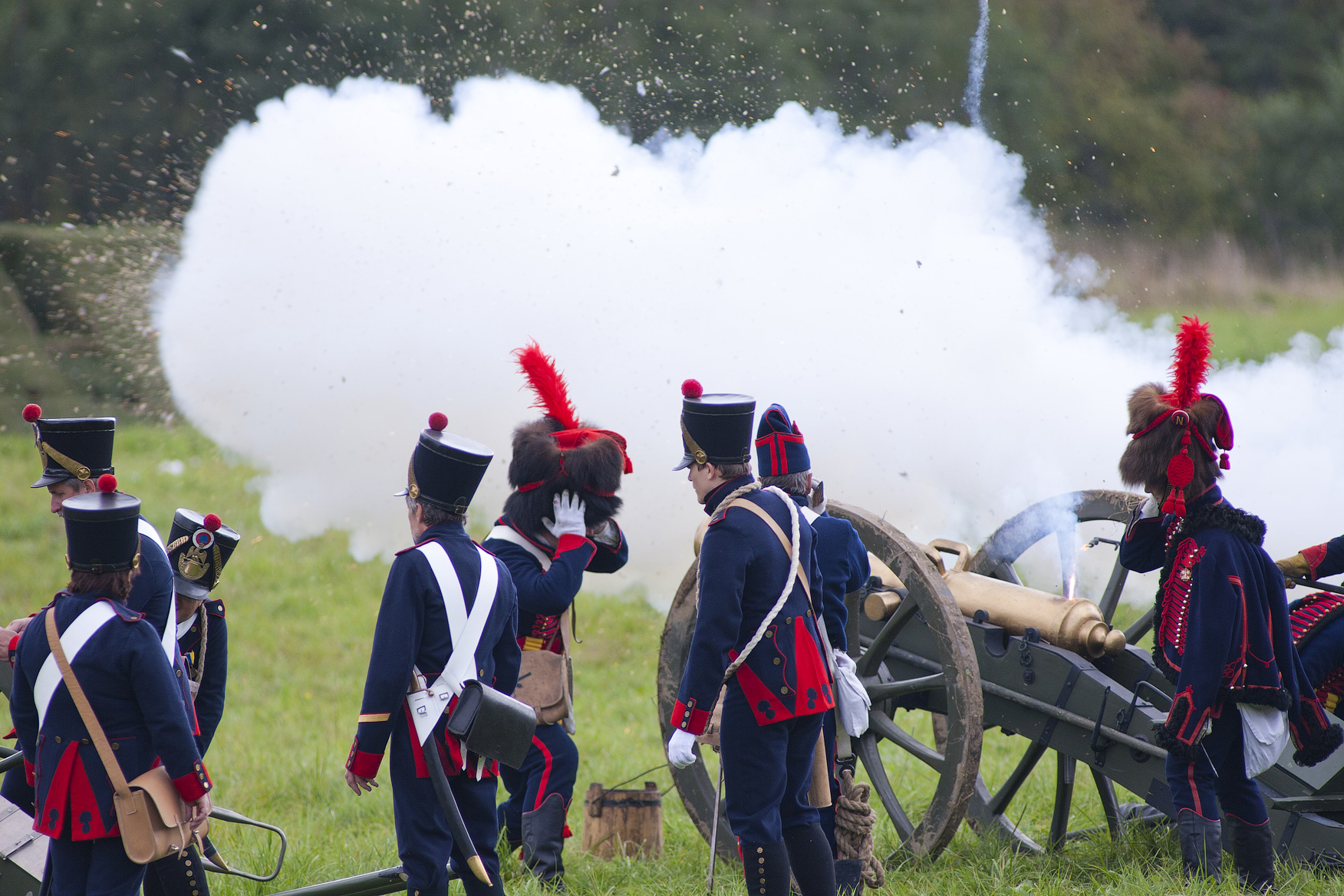
Відтворення бою біля Бородіно у 2011 році
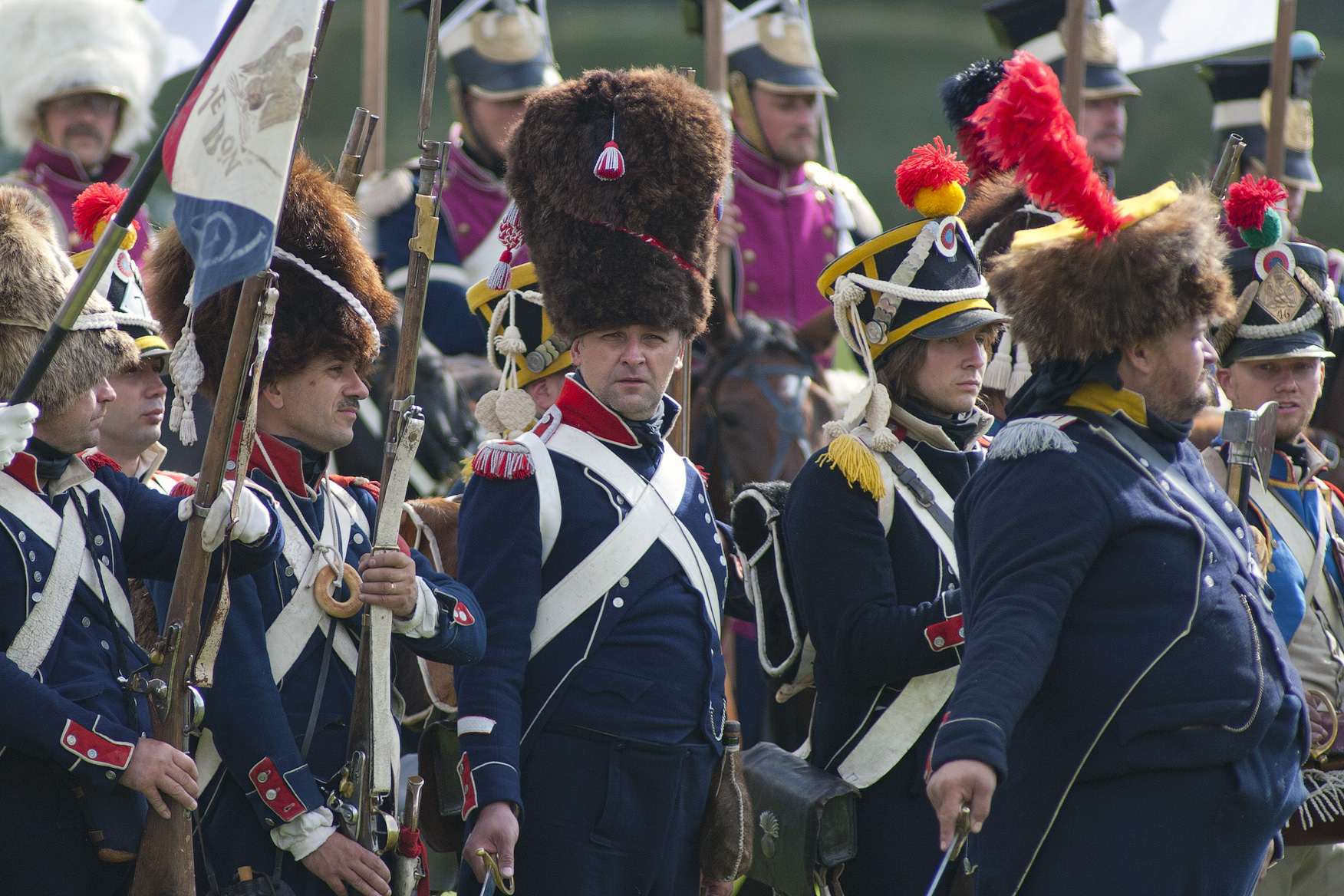
Відтворення бою біля Бородіно у 2011 році